# 僕だけのハッピーエンド
「僕だけのハッピーエンド」（ぼくだけのハッピーエンド）は、2016年6月15日にOTOTOYより配信形式で発売された3776のシングル曲。

## 解説
- メインパフォーマーの井出ちよのとプロデューサーの石田彰が即興的に音を組み立てながら演じる3776 Extended形式の初の正式音源化である[1]。
- 発売に先立つ2016年3月1日に、Youtubeの3776公式チャンネルより同曲のライブビデオが公開されている[2]。
- 2018年4月21日、なりすレコードより12インチシングルとして発売。その際、B面にはRIOW ARAIによるリミックス・ヴァージョンが収録された[3]。

## 収録曲
- 作詞・作曲：石田彰

1. 僕だけのハッピーエンド
2. 僕だけのハッピーエンド [Instrumental]